# Войнова, Елена Николаевна
Еле́на Никола́евна Во́йнова (род. 10 марта 1985, Владивосток) — российская легкоатлетка, специалистка по бегу на короткие дистанции. Выступала за сборную России по лёгкой атлетике в 2000-х годах, чемпионка Европы в помещении, обладательница серебряной медали Универсиады, призёрка первенств всероссийского значения. Представляла Москву и Приморский край. Мастер спорта России международного класса.

## Биография
Елена Войнова родилась 10 марта 1985 года во Владивостоке. Окончила Дальневосточный государственный университет.
Занималась лёгкой атлетикой под руководством заслуженных тренеров России Зои Васильевны Ригель и Валентина Михайловича Маслакова, выступала за Москву и Приморский край, всероссийское физкультурно-спортивное общество «Динамо».
Впервые заявила о себе в сезоне 2006 года, когда в беге на 400 метров выиграла серебряную медаль на молодёжном всероссийском первенстве в Казани.
В 2007 году в той же дисциплине финишировала шестой на молодёжном всероссийском первенстве в Туле. Будучи студенткой, представляла Россию на Универсиаде в Бангкоке — в программе эстафеты 4 × 400 метров вместе с соотечественницами Ольгой Шуликовой, Анастасией Кочетовой и Ксенией Задориной завоевала серебряную медаль, уступив только команде Украины.
Благодаря череде удачных выступлений в начале 2009 года удостоилась права защищать честь страны на чемпионате Европы в помещении в Турине — здесь в эстафете 4 × 400 метров превзошла всех соперниц и получила золото, при этом её партнёршами были Наталья Антюх, Дарья Сафонова и Антонина Кривошапка. Также в этом сезоне выиграла эстафету на командном чемпионате Европы в Лейрии (впоследствии в связи с допинговой дисквалификацией Анастасии Капачинской этот результат был аннулирован).
В 2012 году в беге на 400 метров стартовала на чемпионате России в Чебоксарах, но не прошла дальше предварительного квалификационного этапа и на этом завершила спортивную карьеру.
За выдающиеся спортивные достижения удостоена почётного звания «Мастер спорта России международного класса».